# Suk al-Shuyukh
Suk al-Shuyukh és una població de l'Iraq meridional, província de Dhi Qar, a la riba dreta de l'Eufrates a 160 km de Bàssora i a uns 40 km al sud-est de Nasiriyya a l'extrem oest de la regió de maresmes del Khwar al-Hammar. Shuykh és el plural de shaykh. Fou fundada a la primera meitat del segle xviii com a mercat per la tribu dels Banu l-Muntafik el xeic de la qual vivia a 4 hores de camí cap a l'est, a Kut al-Shuyukh. Al final del segle xviii tenia una mesquita rodejada d'una muralla i al segle xix es diu que hi vivien 6.000 famílies i el comerç s'havia estès de manera notable cap a Bàssora i fins i tot l'Índia (Bombai); no obstant el xeic dels muntafik refusava establir-hi la seva residència, però el 1854 hi tenia una casa. Al final del segle la població s'estimava en 12.000 persones (8.770 xiïtes i 2.250 sunnites) incloent 280 jueus i 700 mandeans (al barri de Subbuye) i encara eren més fins a 1853 quan hi vivien uns 1.300 mandeans però prop d'un miler van haver d'emigrar llavors cap a Amara per l'opressió del xeic dels muntafik; el gran sacerdot mandeà Yahya fou visitat a Suk al-Shuyukh per Petermann el 1854; els mandeans es dedicaven a l'orfebreria, ferreria i construcció de vaixells. En aquest temps era capçalera d'un kada otomà (amb el mateix nom) al sandjak de Muntafik. Va participar en la revolta tribal de 1920 a l'Iraq i als disturbis de 1935-1936. Sota la república iraquiana fou part de la governació de Dhu Kar (Dhi Qar); la seva economia es basa en els dàtils i l'arròs.